# Adriaan Bijleveld
Adriaan Bijleveld, né le 17 mars 1787 à La Haye (Provinces-Unies) et mort le 14 mars 1852 à Bois-le-Duc (Pays-Bas), est un militaire néerlandais particulièrement connu pour sa participation à la campagne de Belgique et aux célèbres batailles des Quatre bras et de Waterloo. 

## Distinctions
- Chevalier de l'Ordre national de la Légion d'honneur pour ses exploits lors de la bataille de Dennewitz.
- Chevalier de l'Ordre militaire de Guillaume pour ses exploits lors de la bataille de Waterloo.
- Chevalier de l'Ordre du Lion néerlandais.

## Hommages
- Un monument composé d'une plaque commémorative et d'un canon se trouve devant l'hôtel de ville de Genappe, en Belgique, non loin du site de la bataille des Quatre Bras et de celui de la bataille de Waterloo.

## Sources
- (nl) Abraham Jacob van der Aa, Biographisch woordenboek der Nederlanden, t. II, Haarlem, J.J. van Brederode, 1855 (lire en ligne), p. 1709-1710.